# Jean Peltier

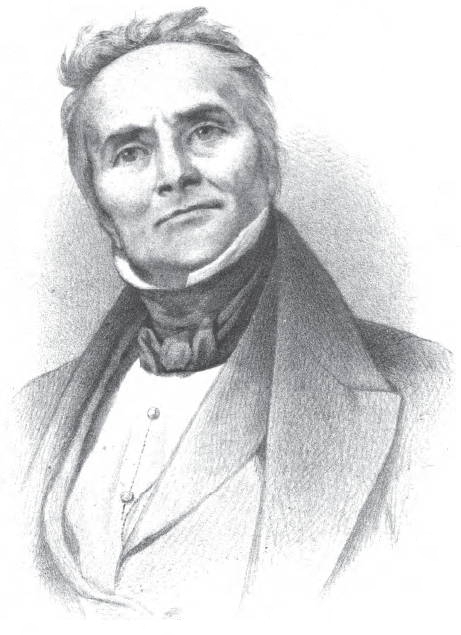
Portret Jean Peltier

Jean Charles Athanase Peltier (Ham (Somme), 22 februari 1785 – Parijs, 27 oktober 1845) was een Frans natuurkundige die in 1834 het naar hem genoemde peltiereffect ontdekte. Dit effect wordt toegepast in zogenoemde peltierelementen.